# Mellanklotterlav
Mellanklotterlav (Opegrapha vulgata) är en lavart som först beskrevs av Erik Acharius, och fick sitt nu gällande namn av Erik Acharius. Mellanklotterlav ingår i släktet Opegrapha och familjen Roccellaceae.

## Underarter
Arten delas in i följande underarter:
- subsiderella
- vulgata